# Styvrepe
Styvrepe (Lolium rigidum) är en gräsart som beskrevs av Charles Gaudichaud-Beaupré. Enligt Catalogue of Life ingår Styvrepe i släktet repen och familjen gräs, men enligt Dyntaxa är tillhörigheten istället släktet repen och familjen gräs. Arten förekommer tillfälligt i Sverige, men reproducerar sig inte. Inga underarter finns listade i Catalogue of Life.

## Bildgalleri

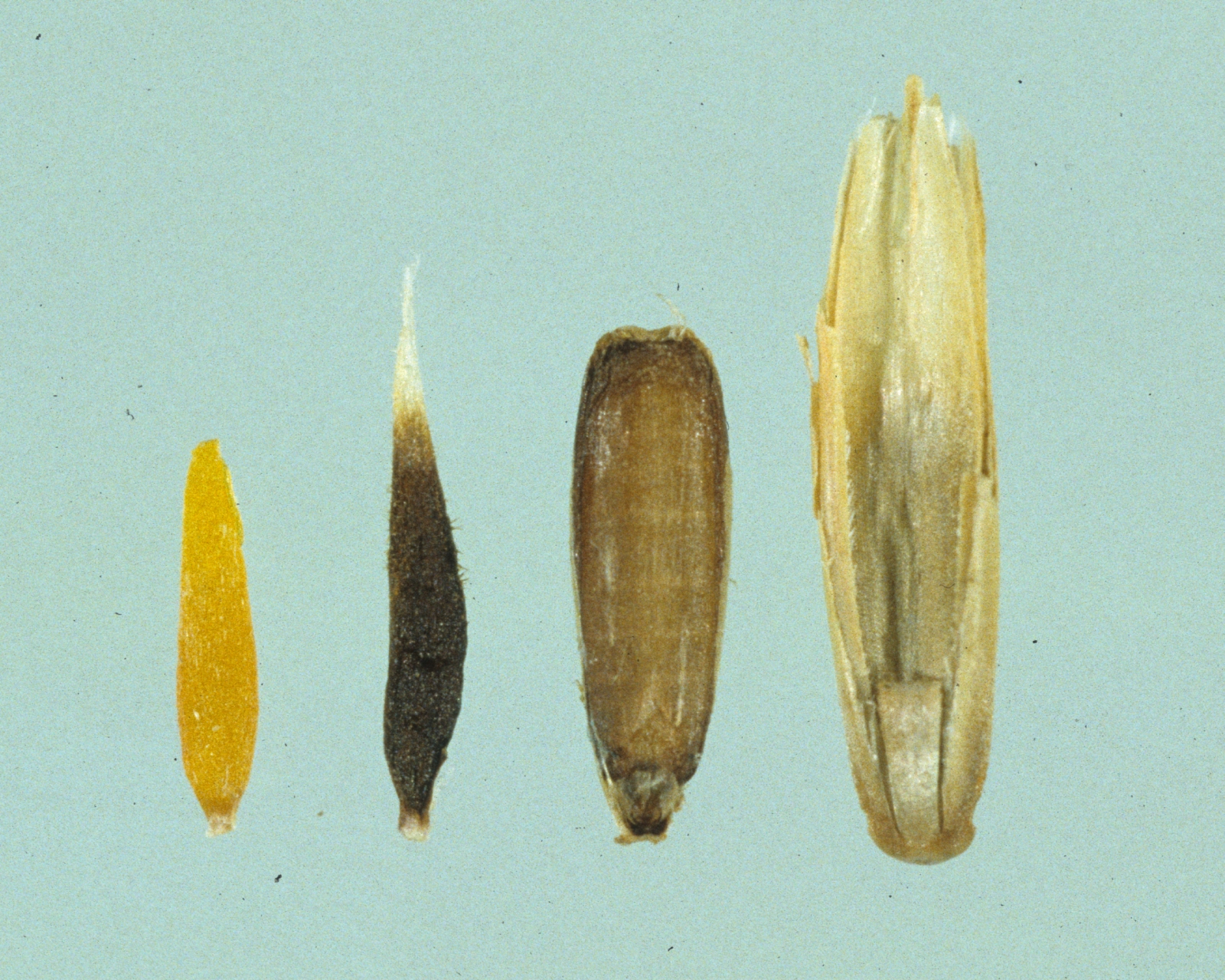
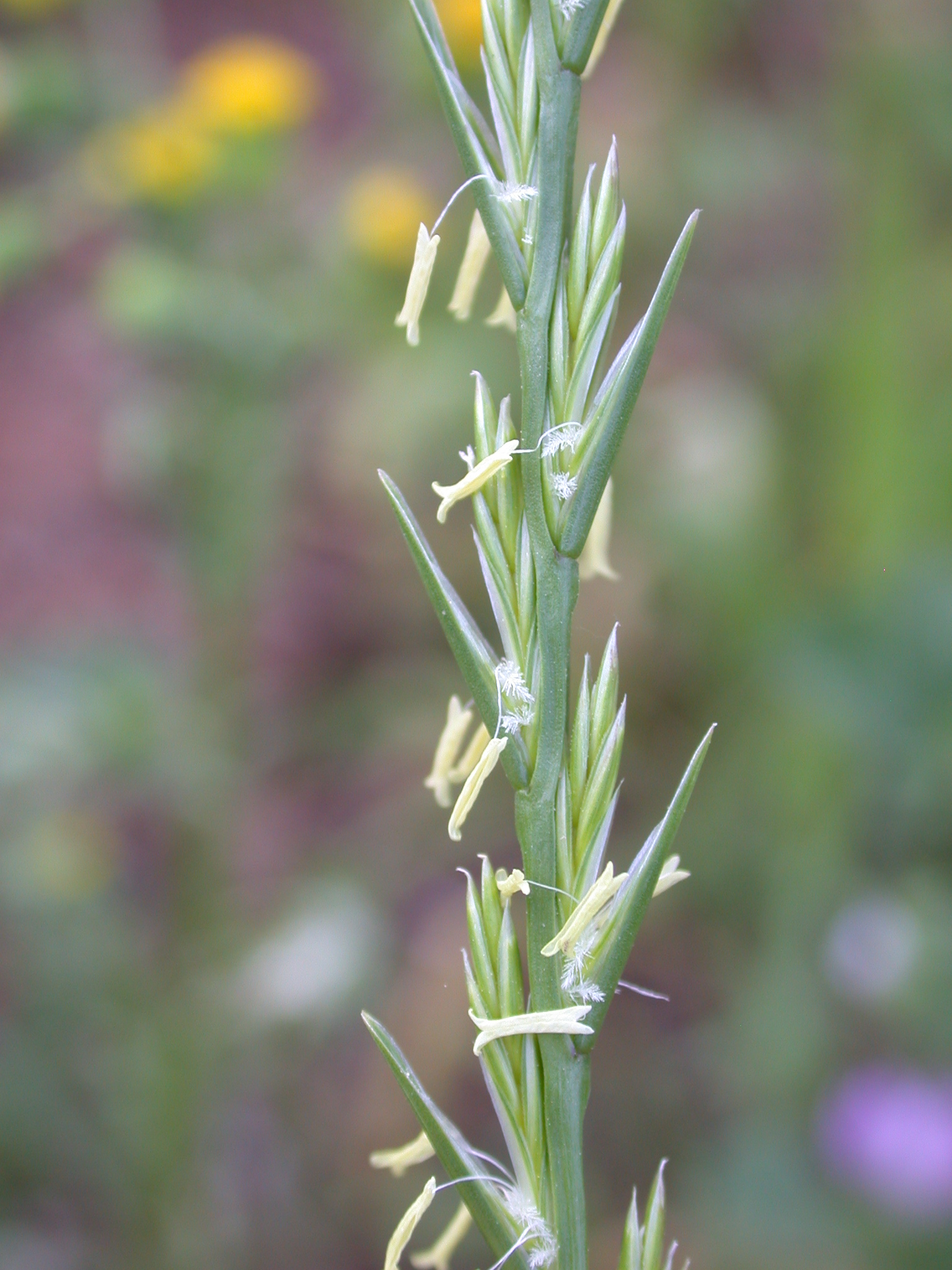